# Neurotheca congolana
Neurotheca congolana là một loài thực vật có hoa trong họ Long đởm. Loài này được De Wild. & T.Durand mô tả khoa học đầu tiên năm 1899.